# Приморская государственная картинная галерея
Приморская государственная картинная галерея — музей изобразительных искусств во Владивостоке.

## О музее
Основан в 1965 году, открыт для публики в 1966 году. Значительную часть коллекции составляют работы, переданные ранее в собрание Приморского краеведческого музея имени Владимира Клавдиевича Арсеньева из фондов Государственного Эрмитажа, Третьяковской галереи и Русского музея.
Галерея расположена в историческом здании представительства Русско-Азиатского банка, построенном по проекту военного инженера П. Е. Базилевского.
В фондах музея находится более восьми тысяч единиц хранения: произведений живописи, графики, скульптуры, декоративного искусства.
На базе Приморской государственной картинной галереи планируется открытие центра «Эрмитаж-Владивосток», представляющего коллекцию и экспертизу Государственного Эрмитажа в Приморском крае.